# Керимов, Камиль Эльман оглы
Камиль Эльман оглы Керимов (род. 13 июля 1999; азерб. Kamil Elman oğlu Kərimov) — украинский борец вольного стиля, бронзовый призёр чемпионата Европы, мастер спорта Украины международного класса.

## Биография
В 2016 году на чемпионате Европы среди юниоров остался 15-м категории до 50 килограммов, и седьмым на чемпионате Европы среди кадетов. В 2019 стал бронзовым призёром чемпионата Европы среди кадетов в категории до 57 килограммов; на чемпионате мира Европы среди юниоров остался 17-м, чемпионате мира в возрастной категории U23 был 16-м. В 2020 году был третьим на розыгрыше национального Кубка Украины в весовой категории до 61 килограмма, и в той же категории был пятым на международном турнире в Киеве.  
В 2021 году стал бронзовым призёром чемпионата Европы среди взрослых и остался пятым на чемпионате Европы  в возрастной категории U23. Так же в 2021 году выступил на чемпионате мира в возрастной категории U23 в весе до 61 килограмма и остался пятым; на международном турнире в Киеве так же остался пятым. . В январе 2022 года стал серебряным призёром чемпионата Украины.  На Чемпионате Украины 2023 выиграл золотую медаль.
Студент факультета социально-гуманитарных технологий Харьковского политехнического института , сотрудник фармкомпании «Здоровье» 